# BANDAY獏
『BANDAY獏』（バンデイばく）は、2013年3月27日まで福井テレビで放送された音楽番組。

## 概要
プロモーションビデオ（以下PV）の放送を専門としていた深夜番組で、毎回様々なミュージシャンたちのPVをフルで流していた。ミュージシャン本人からのコメント映像を流したり、視聴者プレゼントを付けたりすることもあった。週末には再放送を実施していたが、こちらは年末年始以外の時期においても2週続けて放送休止になることがあった。2013年3月27日に放送を終了。4月からは他のフジテレビ系列で放送されているもはや神ダネを放送している。
この番組はたびたび「福井テレビまちなかライブ BANDAY獏スペシャル」と題したライブイベントを開催しており、毎回様々なミュージシャンたちを招いて行っていた。このイベントは、毎回福井まちなか文化施設 響のホールで行われていた。

## 放送時間
いずれもJST。この番組は直前枠の編成の影響を受けやすく、毎回放送時間がせわしなく変動していた。そのため、ここでは各期間最速の放送時間のみを記す。

### 本放送
- 水曜 25:10 - 25:40 （2000年頃）
- 水曜 25:40 - 26:10 （2001年頃 - 2002年3月）
- 月曜 24:45 - 25:15 （2002年4月 - 2002年9月）
- 木曜 25:15 - 25:45 （2002年10月 - 2003年3月）
- 火曜 25:10 - 25:40 （2003年4月 - 2009年9月）
- 木曜 25:25 - 25:55 （2009年10月 - 2010年12月）
- 水曜 25:25 - 25:55 （2011年1月 - 2011年3月）
- 水曜 25:10 - 25:40 （2011年4月 - 2012年3月）
- 水曜 25:05 - 25:35 （2012年4月 - 2012年6月）
- 水曜 25:10 - 25:40 （2012年7月 - 2013年3月）

### 再放送
- 土曜 25:45 - 26:15 （2004年9月 - 2010年9月）
- 日曜 24:50 - 25:20 （2010年10月 - 2012年6月）
- 日曜 25:00 - 25:30 （2012年7月 - 2013年3月）